# Dionisio Sameumis de Alejandría
Dionisio Sameumis de Alejandría (en griego antiguo: Διονύσιος ὁ [καὶ] Σαμευμύς, siglo II) fue un atleta olímpico de la Antigüedad nacido en Alejandría.
Resultó dos veces ganador de la carrera a pie del estadio (la longitud de un estadio eran aproximadamente 192 m) durante los 226.º y 227.° Juegos Olímpicos, en el 125 y el 129 respectivamente.
Eusebio de Cesarea lo menciona en su libro Crónica como campeón olímpico.